# Komin termiczny

Szkic komina termicznego. A – chmura kłębiasta, 1 – powietrze nagrzewa się nad ziemią, 2 – ciepłe powietrze wznosi się do góry, 3 – powietrze schładza się i opada na dół

Komin termiczny – wznoszący prąd powietrza, wywołany nagrzaniem powietrza przez oświetlone słońcem podłoże.
Zjawisko powstawania prądu wznoszącego, wskutek nagrzewania powietrza przez podłoże, którego temperatura wzrasta pod wpływem promieniowania słonecznego nosi nazwę termiki wypracowanej. Częstą oznaką jej występowania są chmury cumulus tworzące się, gdy wznoszące się powietrze ochłodzi się poniżej punktu rosy. 
Koincydencja nagrzewania powietrza przez podłoże ze znaczną prędkością wiatru (6–7 m/s) oraz napływu świeżych i chłodnych mas powietrza arktycznego lub polarnego o równowadze chwiejnej nosi nazwę termiki naniesionej. W przypadku, gdy wznoszące powietrze ochładza się poniżej punktu rosy cechą charakterystyczną tego typu termiki jest występowanie większych skupisk cumulusów, w postaci szlaków chmur kłębiastych.
Kominy termiczne wykorzystują szybownicy i paralotniarze, krążąc w nich nabierają wysokości. Najczęściej nie są prądem wznoszącym się prostopadle do podłoża; pochylają się pod wpływem poziomych ruchów mas powietrza.